# Madge Sinclair
Madge Dorita Walters, conosciuta come Madge Sinclair (Kingston, 28 aprile 1938 – Los Angeles, 20 dicembre 1995), è stata un'attrice giamaicana naturalizzata statunitense.

## Biografia
Figlia di Herbert e Jemima Waters, visse in Giamaica fino ai 30 anni, dove lavorò come insegnante. A soli 13 anni, sposò il poliziotto Royston Sinclair (acquisendone il cognome), da cui ha divorziato nel 1969; i due hanno avuto due figli, Garry (1962) e Wayne (1964). Iniziò la sua carriera di attrice spostandosi a New York. Attiva soprattutto come attrice, ha lavorato anche come doppiatrice nel film Il re leone, in cui dà la voce a Sarabi. Nel 1982 si risposò con l'attore Dean Compton, con cui rimase fino alla morte. Morì di leucemia nel 1995 a 57 anni; dopo i funerali è stata cremata.

## Filmografia

### Attrice

#### Cinema
- I Love You... Good-bye (1974)
- Conrack, regia di Martin Ritt (1974)
- Cornbread, Earl and Me (1975)
- Sì sì... Per ora (1976)
- Leadbely (1976)
- Convoy - Trincea d'asfalto (Convoy), regia di Sam Peckinpah (1978)
- Uncle Joe Shannon (1978)
- Rotta verso la Terra (Star Trek IV: The Voyage Home), regia di Leonard Nimoy (1986)
- Il principe cerca moglie (Coming to America), regia di John Landis (1988)
- The End of Innocence (1990)

#### Televisione
- Madigan - serie TV, 1 episodio (1972)
- Medical Center - serie TV, 1 episodio (1974)
- Una famiglia americana (The Waltons) - serie TV, 1 episodio (1974)
- Guess Who's Coming to Dinner - film TV (1975)
- Joe Forrester - serie TV, 1 episodio (1975)
- Doctor's Hospital - serie TV, 1 episodio (1975)
- Lotta per la vita (Medical Story) - serie TV, 1 episodio (1975)
- Executive Suite - serie TV, 1 episodio (1976)
- Radici (Roots) - miniserie TV (1977)
- Serpico - serie TV, 1 episodio (1977)
- Walkin' Walter - serie TV (1977)
- One in a Million: The Ron LeFlore Story - film TV (1977)
- Nonno va a Washington (Grandpa Goes to Washington) - serie TV (1978)
- I Know Why the Caged Bird Sings - film TV (1979)
- Time Out (The White Shadow) - serie TV, 1 episodio (1979)
- High Ice - film TV (1980)
- Jimmy B. & André - film TV (1980)
- La tragedia della Guyana - film TV (1980)
- Victims - film TV (1982)
- ABC Afterschool Specials - serie TV, 2 episodi (1978-1984)
- Trapper John (Trapper John, M.D.) - serie TV, 129 episodi (1980-1986)
- Mathnet - serie TV, 1 episodio (1987)
- Ohara - serie TV, 11 episodi (1987)
- Starman - serie TV, 1 episodio (1987)
- Look Away - film TV (1987)
- Devided We Stand - film TV (1988)
- Gideon Oliver - serie TV, 1 episodio (1989)
- Pappa e ciccia (Roseanne) - serie TV, 1 episodio (1989)
- Voci nella notte (Midnight Caller) - serie TV, 1 episodio (1989)
- Homeroom - serie TV, 1 episodio (1989)
- The Orchid House - serie TV, 4 episodi (1991)
- La legge di Bird (Gabriel's Fire) - serie TV, 22 episodi (1990-1991)
- Prons and Cons - serie TV, 12 episodi (1991-1992)
- Avvocati a Los Angeles (L.A. Law) - serie TV, 1 episodio (1992)
- I racconti della cripta (Tales from the Crypt) - serie TV, 1 episodio (1992)
- Jonathan: The Boy Nobody Wanted - film TV (1992)
- Queen - miniserie TV (1993)
- Le tre mogli di Norman - film TV (1993)
- Star Trek: The Next Generation - serie TV, episodio 7x03 (1993)
- Me and the Boys - serie TV, 19 episodi (1994-1995)

#### Cortometraggi
- The Witches of Salem: The Horror and the Hope (1972)
- Almos' a Man - cortometraggio TV (1976)

### Doppiatrice
- Il re leone (1994)